# 2008 en Papouasie-Nouvelle-Guinée
Cet article présente les faits marquants de l'année 2008 en Papouasie-Nouvelle-Guinée.

## Évènements
- Dimanche 23 janvier 2008 : un séisme de magnitude 5,2 s'est produit. Il a été localisé à 101 kilomètres au sud-est de Rabaul (île de Nouvelle-Bretagne), à une profondeur de 66 kilomètres, selon l'Institut de géophysique américain (USGS).
- 15 septembre 2008 : le Papou-Néo-Guinéen Francis Kompaon, amputé du bras gauche, remporte la médaille d'argent au 100 mètres (catégorie T42) aux Jeux paralympiques d'été de 2008, terminant 0,05 secondes derrière l'Australien Heath Francis. Il s'agit de la première médaille paralympique ou olympique jamais obtenue par la Papouasie-Nouvelle-Guinée[1].
- Novembre / décembre : James Tanis remporte l'élection présidentielle de la Province autonome de Bougainville[2].